# Список станций Туринского метрополитена
Это список станций Туринского метрополитена — системы линий метрополитена в Турине (Италия).

## Линии и станции
- «Ферми» (итал. Fermi)

открыта 4 февраля 2006
- «Парадизо» (итал. Paradiso)

открыта 4 февраля 2006
- «Марке» (итал. Marche)

открыта 4 февраля 2006
- «Массауа» (итал. Massaua)

открыта 4 февраля 2006
- «Поццо Страда» (итал. Pozzo Strada)

открыта 4 февраля 2006
- «Монте Граппа» (итал. Monte Grappa)

открыта 4 февраля 2006
- «Риволи» (итал. Rivoli)

открыта 4 февраля 2006
- «Раккониджи» (итал. Racconigi)

открыта 4 февраля 2006
- «Бернини» (итал. Bernini)

открыта 4 февраля 2006
- «Принчипи д’Акая» (итал. Principi d'Acaja)

открыта 4 февраля 2006
- «XVIII Дичембре» (итал. XVIII Dicembre)

открыта 4 февраля 2006
- «Порта Суза» (итал. Porta Susa)

открыта 9 сентября 2011 года
- «Винцальо» (итал. Vinzaglio)

открыта 5 октября 2007
- «Ре Умберто» (итал. Re Umberto)

открыта 5 октября 2007
- «Порта Нуова» (итал. Porta Nuova)

открыта 5 октября 2007
- «Маркони» (итал. Marconi)

открыта 6 марта 2011
- «Ницца» (итал. Nizza)

открыта 6 марта 2011
- «Данте» (итал. Dante)

открыта 6 марта 2011
- «Кардуччи-Молинетте» (итал. Carducci-Molinette)

открыта 6 марта 2011
- «Специя» (итал. Spezia)

открыта 6 марта 2011
- «Линготто» (итал. Lingotto)

открыта 6 марта 2011
- «Италия '61» (итал. Italia '61)

открыта 23 апреля 2021
- «Бенгази» (итал. Bengasi)

открыта 23 апреля 2021